# Dianismo
O dianismo é uma vertente do neopaganismo onde a deusa é cultuada com exclusividade ou predominância. Geralmente pode ser dividido em duas sub-categorias: 1) Dianismo feminista -  mais historicamente inserido e inspirado pela segunda e terceira onda do feminismo - particularmente por sua repercussão no campo religioso  - com participação reservada às mulheres e culto dedicado exclusivamente à deusa ou, 2) Dianismo misto -  mais historicamente inserido no movimento neopagão  - particularmente a Wicca - com a participação de homens e mulheres e a veneração da deusa e do deus, com predominância do culto à deusa em sua ritualística.

## Dianismo feminista
São exemplos de tradições mais marcadamente feministas, com atuação política nessa área assim como na área do meio ambiente e do pacifismo, as tradições diânicas que surgem do ramo fundado por Zsuzsanna Budapest, no início dos anos 70, centradas nas mulheres e na Terra.  Essas tradições - ou tradição, como também é chamada -  dedicam seus ritos especificamente às mulheres, pois são focadas  no compartilhar e na vivência do sagrado feminino pelas mulheres na sociedade contemporânea e nos "mistérios da mulher" ou "mistérios do sangue" (nascer mulher, menarca, gerar, menopausa, morrer mulher, etc).  As tradições diânicas feministas raramente trabalham com o conceito de polaridade, dedicando-se especificamente à veneração da deusa - encarada como toda a natureza, completa em si mesma - e de suas várias faces. Por estas características, muitas vezes não são consideradas tradições wiccanas, quer por suas próprias praticantes, quer por outros pagãos . Segundo Z. Budapest, não é necessário linhagem ligada a ela ou sacerdotisa iniciada por ela para ser parte desta tradição. Qualquer mulher que venere o sagrado feminino e adote os princípios da tradição diânica feminista é diânica femista. De fato, o movimento se expandiu para muito além dos grupos formados por Z.Budapest e a maior parte das diânicas feministas, hoje em dia, não possuem qualquer vínculo formal com a espiritualista e, muitas vezes, escolhem a auto-iniciação como forma de empoderamento.
Ao contrário de crença comumente difundida em alguns meios neopagãos, as diânicas feministas não são separatistas. Seu objetivo não é separar as mulheres dos homens, criar uma "sociedade só de mulheres" ou fomentar uma "guerra entre os gêneros", mas criar um mundo melhor a partir do oferecimento de oportunidades, rituais e ambientes em que as mulheres possam redescobrir sua própria sacralidade e assim interagir de forma mais plena na sociedade em que vivem, superando as dificuldades impostas pelo patriarcado. Não negam a existência do sagrado masculino, tampouco ignoram a necessidade de direitos iguais entre homens e mulheres. Muito pelo contrário, elas defendem uma organização menos hierárquica ou não hierárquica das sociedades, em que diferenças como sexo, cor, idade, orientação sexual, etc, não sejam razão para discriminação ou opressão. De modo geral, organizam-se em covens, grupos ou "círculos de mulheres". Tais organizações são mais informais do que aquelas apresentadas na maior parte das Tradições wiccanas e um de seus principais objetivos é serem pontos de encontro em que as mulheres podem compartilhar suas experiências de vida e religiosidade livremente.
Embora os rituais e celebrações das tradições diânicas feministas sejam reservados especificamente às mulheres, as diânicas feministas podem participar de outras Tradições pagãs, inclusive Tradições que cultuam o sagrado masculino. Muitas delas também desenvolvem práticas ecléticas pessoais ou em grupo para celebrar com homens, como filhos, pais, companheiros, irmãos e amigos. A tradição diânica conforme fundada por Z. Budapest tem uma tradição irmã, reservada a homens - a tradição dos Kouretes.

## Dianismo misto
Exemplo das muitas as tradições diânicas que aceitam homens e mulheres  são a Old Dianic, a Tradição Diânica do Brasil, a Tradição Diânica Nemorensis, a McFarland Dianic e a Tradição Diânica Éfeso. Essas tradições consideram que ser diânico é um modo de compreender o equilíbrio da divindade, não sendo de nenhuma maneira um incentivo ao desequilíbrio das polaridades, muito menos a uma guerra entre gêneros.